# Corey Main
Corey Charles Garth Main, född 27 februari 1995, är en nyzeeländsk simmare.
Main tävlade i två grenar för Nya Zeeland vid olympiska sommarspelen 2016 i Rio de Janeiro. Han tog sig till semifinal på både 100 och 200 meter ryggsim.